# Kosava (Bielorussia)
Kosava (in bielorusso: Косава; in russo: Коссово, traslitt. Kossovo; in polacco Kossów (Poleski)) è una piccola città del distretto di Ivacėvičy, nella regione di Brėst, in Bielorussia.

## Geografia fisica
Kosava, comune con status di città, si trova a 15 km a sud di Ivacėvičy e circa 30 a nord di Bereza. Posta poco più all'interno dell'arteria stradale Berlino-Poznań-Varsavia-Brėst-Minsk-Smolensk-Mosca, conta una stazione ferroviaria sulla parallela linea.